# Bliastes punctifrons
Bliastes punctifrons är en insektsart som beskrevs av Carl Stål 1873. Bliastes punctifrons ingår i släktet Bliastes och familjen vårtbitare. Inga underarter finns listade i Catalogue of Life.